# Действуй, сестра 2
«Действуй, сестра 2» (англ. Sister Act 2: Back in the Habit) — американская комедия 1993 года, продолжение фильма «Действуй, сестра».

## Сюжет
Сан-Франциско. Католическая средняя школа Святого Франциска — под угрозой закрытия. Школа теряет авторитет и спонсоров, прогульщики и лоботрясы ни в какую не хотят учиться, бедные учительницы, монахини монастыря Святой Екатерины, не находят себе места от их шуток и приколов.
Но небеса услышали их молитвы — давняя подруга, неугомонная Делорис Ван Картье, ныне — знаменитая эстрадная певица, у которой как раз закончился концертный сезон, соглашается прийти на помощь и внедриться в чопорную и строгую Saint Francis High School под маской обычного учителя музыки. Бывшая подруга мафиози вспомнила о своих былых похождениях, и вот — снова в монашеской рясе и опять в роли руководителя хора — в класс входит по-прежнему крутая «сестра Мэри Кларенс».
Религиозные догмы снова вздрогнули… в ритме рок-н-ролла. Финал Девятой симфонии Бетховена, знаменитая «Ода к радости» — серьёзнейшее, монументальное классическое произведение, на певческом конкурсе штата его только что великолепно спел большой хор Чэпмен школы Гранта округа Орандж-каунти. Но кавер-версия, поставленная звездой Лас-Вегаса («I'm not a simple „Las Vegas show girl“. I'm a headliner!»), подымет и мёртвого…
Фактически именно этот фильм дал старт блестящей певческой карьере Лорин Хилл. В одной из ролей второго плана снялась и 14-летняя Дженнифер Лав Хьюитт, настоящий взлёт которой начался чуть позже.

## Саундтрек
В саундтреке звучит песня «Itsy Bitsy Teenie Weenie Yellow Polkadot Bikini».

## В ролях
- Вупи Голдберг — Делорис Ван Картье, «сестра Мэри Кларенс»[2][3]
- Лорин Хилл — Рита Уотсон
- Шерил Ли Ральф — Флоренс Уотсон, мать Риты
- Роберт Пасторелли — Джо Бустаменте
- Райан Тоби — Ахмаль
- Дженнифер Лав Хьюитт — Маргарет
- Мэгги Смит — мать-настоятельница
- Кэти Наджими — сестра Мэри Патрик
- Мэри Уикс — сестра Мэри Лазарус
- Уэнди Маккена — сестра Мэри Роберт
- Эллен Альбертини Дау — сестра Альма, концертмейстер хора монастыря Святой Екатерины
- Барнард Хьюз — отец Морис, директор школы
- Джеймс Коберн — мистер Крисп, инспектор
- Томас Готтшалк — отец Вольфганг
- Брэд Салливан — отец Томас
- Майкл Джетер — отец Игнациус